# UNI EN ISO 140-7
La norma tecnica UNI EN ISO 140-7 descrive un metodo in opera per la misurazione dell'isolamento acustico al calpestio di solai, utilizzando il generatore normalizzato di calpestio. 
Il metodo è applicabile sia a solai nudi sia a pavimentazioni con rivestimenti.
I risultati ottenuti possono essere utilizzati per confrontare le proprietà di isolamento acustico al calpestio di pavimentazioni e per confrontare l'isolamento acustico apparente di solai con requisiti ben definiti.